# 馬公5女燒炭自殺案
馬公5女燒炭自殺案，是發生在2017年1月6日，澎湖縣馬公市三多路上的一件燒炭自殺案。

## 事發經過
經營鐵工廠的蔡姓男子從工廠下班後於事發當晚20時34分(UTC+8)回家後聞到燒焦味，本以為是煮飯煮到烤焦，便趕緊衝入屋內警告，但警告後蔡姓男子並沒有收到任何回應，他跑至二樓，發現房間門早已上鎖，並不斷有煙味傳出，他破門而入，見到家裡5位女生皆昏倒在房間內，蔡姓男子趕緊來電消防員前來搶救。消防員前來之後，發現房間內擺放許多木炭，並有燒有木炭之鐵臉盆，消防員將5人抬出房間後，便趕緊施以心肺復甦術來進行急救，並送往三總澎湖醫院救治。
這起自殺案總共造成4人死亡1人倖存，死者有蔡姓男子鐵工廠之員工陳文溪之妹兼蔡姓男子之妻蔡陳秋月、陳文溪之妻王來匏、次女陳鈺芹以及蔡姓男子的女兒蔡佩蓉，燒炭自殺的5人僅剩陳文溪長女陳鈺涵倖存。

## 原因
這起事件經由調查後，除了發現交代金錢流向的日曆紙以及760000元的巨額現金之外，也發現僅有5人的自殺事件卻留有7雙塑膠手套的存在，另外自殺者皆穿著外出鞋尋短。警方也發現案發現場有一灘鼻涕及數十團的衛生紙，疑似是自殺者對自殺的意念不夠堅定而產生哭泣的情況，因此警方開始懷疑是否有有心人士在主導這場自殺案件。後來該自殺案的倖存者陳鈺涵否定有有心人士在主導該案件，並說明是蔡陳秋月因乳癌而久病厭世，欲燒炭輕生，另外4名女子不忍蔡陳秋月離去，所以才選擇一起在家中燒炭自殺，另外自殺用木炭是由王來匏搭車前去購買。
法醫研究所對案件死者和倖存者進行化驗後皆無任何藥物反應，警方鑑識科也表示現場房間內部黏貼的的雙層垃圾袋與膠帶皆有在場2位輕生者的指紋，而且在場所有的輕生者也沒有遭人闖入襲擊的跡象，只發現一氧化碳中毒指標碳氧血紅蛋白比率較高而已，因此澎湖地檢署認定此案件為合意自殺。

## 事後
案件發生後，蔡姓男子搬離案發地點，陳文溪及其倖存者陳鈺涵則繼續居於該處，2017年7月11日陳文溪沒有至工廠上班，該工廠員工十分著急的趕緊聯絡陳文溪姪女協助報警，馬公分局於9時5分(UTC+8)接獲辦案後，警消於9時30分(UTC+8)到達陳文溪居處，並發現陳文溪與陳鈺涵使用該案相同房間地點、手法自殺身亡。